# Marchkopf
Marchkopf är ett berg i Österrike.   Det ligger i distriktet Schwaz och förbundslandet Tyrolen, i den västra delen av landet, 400 km väster om huvudstaden Wien. Toppen på Marchkopf är 2 499 meter över havet, eller 378 meter över den omgivande terrängen. Bredden vid basen är 6,4 km.
Terrängen runt Marchkopf är bergig åt nordost, men åt sydväst är den kuperad. Närmaste större samhälle är Schwaz, 13,3 km nordväst om Marchkopf. 
Trakten runt Marchkopf består i huvudsak av gräsmarker. Runt Marchkopf är det ganska glesbefolkat, med 42 invånare per kvadratkilometer.